# 現代亞洲研究
《現代亞洲研究》（Modern Asian Studies）是一份1967年起出版的學術期刊。該期刊由劍橋大學的亞洲研究學院創立，並每兩個月出版一次，內容涵蓋亞洲的歷史、社會學、經濟和文化。目前，期刊的主編是劍橋大學的Joya Chatterji。據2012年的期刊引證報告指，《現代亞洲研究》的影響因子為0.387，在65種同類期刊中排名第35名。

## 資料來源
1. ↑  .   [2014-04-05]. （原始内容存档于2015-10-17）.

## 外部連結
- 官方网站